# NGC 3226
NGC 3226 је елиптична галаксија у сазвежђу Лав која се налази на NGC листи објеката дубоког неба.
Деклинација објекта је + 19° 53' 51" а ректасцензија 10h 23m 26,9s. Привидна величина (магнитуда) објекта NGC 3226 износи 11,4 а фотографска магнитуда 12,4. Налази се на удаљености од 29,095 милиона парсека од Сунца. NGC 3226 је још познат и под ознакама UGC 5617, MCG 3-27-15, CGCG 94-26, KCPG 234A, ARP 94, VV 209, PGC 30440.